# T. J. DiLeo
Anthony David "T.J." DiLeo (Düsseldorf, Alemania, 22 de junio de 1990) es un baloncestista estadounidense con pasaporte alemán que pertenece a la plantilla del Telekom Baskets Bonn de la BBL alemana. Con 1,90 metros de estatura, juega en la posición de escolta. Es hijo del entrenador y dirigente deportivo Tony DiLeo.

## Trayectoria deportiva

### Universidad
Jugó cinco temporadas con los Owls de la Universidad de Temple, en la que promedió 2,3 puntos, 1,5 rebotes y 1,0 asistencias por partido.

### Profesional
Tras no ser elegido en el Draft de la NBA de 2013, firmó su primer contrato profesional en su país de nacimiento, con los Gießen 46ers de la Pro A, la segunda división alemana, donde en su primera temporada promedió 10,2 puntos y 2,8 rebotes, mientras que en la segunda, en la que lograron el ascenso a la Basketball Bundesliga, promedió 9,9 puntos y 4,1 rebotes. En 2015 renovó por una temporada más, convirtiéndose además en el capitán del equipo. Esa temporada tuvo problemas con las lesiones, disputando sólo 20 partidos en los que promedió 5,5 puntos y 2,3 rebotes.
En mayo de 2016 se comprometió con el Telekom Baskets Bonn, donde en su primera temporada, saliendo desde el banquillo, promedió 4,1 puntos y 2,4 asistencias por partido. Al término de la temporada renovó por dos temporadas más.